# Black Album (album d'Akhenaton)
Pour les articles homonymes, voir Black Album.
Albums de Akhenaton
Sol Invictus
(2001) Double Chill Burger
(2005)
Black Album est le troisième album solo d'Akhenaton, membre du groupe de rap français IAM, sorti en 2002.
L'album est composé de morceaux apparus sur des bandes originales et des maxis, ajoutés à des inédits enregistrés lors de la conception de son deuxième album Sol invictus et non retenus pour ce dernier.

## Accueil critique
« Les 18 plages sont jalonnées d’instants dispensables, de très bons moments et de quelques sommets que l’on attendait - presque - plus de la part d’AKH », commente l'Abcdr du son.
Libération y voit un « album très "maison", à la moquerie presque bienveillante, dans lequel on retrouve tout ce qu'on aimait de Akhenaton ».
Dans Le Temps : « Tour à tour sarcastiques et mystiques, nostalgiques et crûment réalistes, les textes comme les idées claquent. [...] Inégal mais toujours crucial. »

## Liste des pistes
1. Petite apocalypse feat. Shurik'n
2. L'esprit de vos cimeterres
3. À vouloir toucher Dieu...
4. AKH - Extrait du maxi AKH (Version A)
5. Musique de la jungle
6. Nid de Guêpes - Extrait de la bande originale de Nid de Guêpes
7. Écœuré
8. Nerf de glace
9. Une journée chez le diable - Extrait du single Une Impression
10. Paranoïa feat. Soprano
11. J'voulais dire - Extrait de la bande originale de Comme un aimant
12. Bionic MC's feat. Mic Forcing - Extrait du maxi AKH (Version H)
13. Esprit beat street
14. Ancient scriptures feat. Bruizza
15. Aux âmes offensées (À vouloir toucher Dieu... Remix)
16. Au minimum feat. Shurik'n
17. Rimes sévères feat. Alonzo & L'Algérino
18. Mes soleils et mes lunes (acoustique) feat. Sako